# Ploské (district de Košice-okolie)
Ploské est un village de Slovaquie situé dans la région de Košice.

## Histoire
Première mention écrite du village en 1270.

## Démographie

### Évolution de la population
| Année:               | 1994. | 2004.    | 2014.   | 2024.    |
| -------------------- | ----- | -------- | ------- | -------- |
| Nombre de personnes: | 700   | 811      | 874     | 1032     |
| Différence:          |       | +15,85 % | +7,76 % | +18,07 % |

| Année:               | 2023. | 2024.   |
| -------------------- | ----- | ------- |
| Nombre de personnes: | 1003  | 1032    |
| Différence:          |       | +2,89 % |